# 23andMe
23andMe, Inc. è una società statunitense quotata al NASDAQ che si occupa di genomica e biotecnologia con sede a South San Francisco, in California.
Fornisce test genetici e servizi ad esso collegati. L'azienda offre test del DNA per tratti ereditari, genealogia e possibili fattori di rischio congeniti.

## Storia
La società prende nome dalle 23 coppie di cromosomi che sono contenute in una normale cellula umana. La sua attività di raccolta e analisi genetica basata sulla saliva è stata nominata invenzione dell'anno dal Time nel 2008. Nel 2013 la Food and Drug Administration americana (FDA) ha ordinato alla 23andMe di interrompere la commercializzazione del suo servizio di raccolta e analisi del genoma personalizzato (PGS), in quanto la società non aveva ottenuto la regolamentazione.